# تومي يوهانسون
تومي يوهانسون (بالسويدية: Tommy Johansson)‏ هو عازف قيثارة سويدي، ولد في 26 أكتوبر 1987 في Boden, Sweden ‏ في السويد.

## وصلات خارجية
- تومي يوهانسون على موقع ميوزك برينز (الإنجليزية)
- تومي يوهانسون على موقع ديسكوغز (الإنجليزية)
- تومي يوهانسون على موقع ديسكوغز (الإنجليزية)